# Alaktaga mała
Alaktaga mała (Scarturus elater) – mały gatunek ssaka z podrodziny alaktag (Allactaginae) w obrębie rodziny skoczkowatych (Dipodidae)., zamieszkujący tereny od Gruzji po zachodnie Chiny oraz od Rosji po Iran.

## Zasięg występowania
Alaktaga mała występuje w Eurazji zamieszkując w zależności od podgatunku:
- S. elater elater – południowa europejska część Rosji, zachodni, środkowy, południowy i południowo-wschodni Kazachstan, północny Kirgistan, Uzbekistan, zachodni i północny Turkmenistan oraz północno-zachodnia Chińska Republika Ludowa (dolina Ili w Sinciang).
- S. elater aralychensis – Armenia, Azerbejdżan (Nachiczewan), skrajnie wschodnia Turcja (Aralık) oraz północno-zachodni i środkowy Iran.
- S. elater caucasicus – południowo-wschodnia Gruzja i Azerbejdżan.
- S. elater dzungariae – północno-zachodnia Chińska Republika Ludowa (południowa część Kotliny Dżungarskiej w Sinciang) i południowo-wschodni Kazachstan (południowo-wschodnia część pustyni Bałchasz i basen jeziora Ała-kol).
- S. elater indicus – południowo-wschodni Turkmenistan, Afganistan, wschodni Iran i zachodni Pakistan.
- S. elater zaisanicus – wschodni Kazachstan (basen jeziora Zajsan), północno-zachodnia Chińska Republika Ludowa (północna część Kotliny Dżungarskiej w Sinciang) i południowo-zachodnia Mongolia.

## Taksonomia
Gatunek po raz pierwszy naukowo opisał w 1828 roku niemiecki przyrodnik Martin Lichtenstein nadając mu nazwę Dipus elater. Holotyp pochodził z wybrzeża Morza Aralskiego, w obwodzie kyzyłordyńskim, w Kazachstanie. 
Takson ten wcześniej był zaliczany do rodzaju Allactaga, a później Paralactaga, który okazał się być młodszym synonimem Scarturus. Morfologicznie i genetycznie S. elater należy do podrodzaju Microallactaga, grupy siostrzanej podrodzaju Paralactaga. Rekonstrukcje molekularne pozwoliły na wyodrębnienie co najmniej trzech głęboko rozbieżnych, częściowo sympatrycznych linii w Iranie i Kazachstanie, które z pewnością są odrębnymi, ukrytymi gatunkami, ale obecna wiedza nie pozwala na rozgraniczenie tych form ani oszacowanie poziomu heterogeniczności genetycznej w obrębie każdej z nich. Formy aralychensis i indicus są prawdopodobnie również odrębnymi gatunkami (ten ostatni prawdopodobnie zawiera S. toussi jako podgatunek lub synonim). Autorzy Illustrated Checklist of the Mammals of the World rozpoznają sześć podgatunków.

### Etymologia
- Scarturus: gr. σκαρτης skartēs „skoczek”, od σκιρταω skirtaō „skakać”; ουρα oura „ogon”[17].
- elater: gr. ελατηρ elatēr, ελατηρoς elatēros „prowadzący, woźnica”, od ελαυνω elaunō „pędzić, wprawiać w ruch”[18].
- aralychensis: Arałyk, Erywań, Armenia[6].
- caucasicus: nowołac. Caucasicus „kaukaski”, od łac. Caucasius „kaukaski, z Kaukazu”, od Caucasus „Kaukaz”, od gr. Καυκασος Kaukasos „Kaukaz”[19].
- dzungariae: Dżungaria, Sinciang, Chińska Republika Ludowa[8].
- indicus: łac. Indicus „indyjski”, od India „Indie”[19].
- zaisanicus: Zajsan, Kazachstan[12].

## Cechy morfologiczne
Alaktaga mała ma najmniejsze wymiary spośród gatunków z rodzaju alaktaga. Dorosłe osobniki osiągają długość 5–15 cm bez ogona i 7–25 cm z ogonem, przy masie ciała 44–73 g. Stopy są zakończone pięcioma palcami. Alaktaga mała jest przystosowana do wykonywania długich skoków. Potrafi poruszać się z prędkością 48 km/h. Ma stosunkowo małe uszy. Podczas stania podpiera się ogonem. Samce są większe od samic.
Ubarwienie futra tych gryzoni jest zróżnicowane: od koloru piaskowego, przez płowożółty, po ciemnorudy lub czarny. W części brzusznej umaszczenie jest jaśniejsze, a na biodrach widoczny jest biały pasek.
|                     | wymiar            | przedział  |
| ------------------- | ----------------- | ---------- |
| masa ciała (g)      | 41,10 g ± 3,34    | 32–77 g    |
| długość ciała (mm)  | 99,84 mm ± 3,25   | 90–120 mm  |
| długość ogona (mm)  | 156,28 mm ± 13,52 | 140–190 mm |
| kończyny tylne (mm) | 49,52 mm ± 0,85   | 43–58 mm   |
| uszy (mm)           | 33,48 mm ± 1,54   | 28–41 mm   |

## Tryb życia
Alaktaga mała wiedzie samotny tryb życia. Wykazuje aktywność w porach wieczornych i nocnych. Większość populacji (oprócz alaktag małych z Zakaukazia) wykazuje zapada w sen zimowy na okres od połowy listopada do połowy marca. Po zakończeniu hibernacji zwierzęta przystępują do rozrodu: na Zakaukaziu w lutym, a na pozostałych terenach w kwietniu (z drugim szczytem reprodukcyjnym w okresie sierpnia i września. Samica wydaje na świat 2–6 młodych w każdym miocie.

### Adaptacja temperaturowa
Alaktagi są przystosowane do życia w wysokich temperaturach pustynnych. W dzień, narażone na palące słońce, zakopują się w ziemi. Natomiast w trakcie zimnych nocy na pustyni są one w stanie obniżyć temperaturę swego ciała o 1–2 stopni Celsjusza względem temperatury optymalnej, dopasowując ją do temperatury otoczenia. Przy wzroście temperatury otoczenia do 40–42 °C także i temperatura ciała alaktag małych wzrasta do zbliżonego poziomu.

## Ekologia
Alaktaga mała żywi się ziołami, nasionami i owadami.
Siedlisko tych zwierząt obejmuje tereny pustynne i półpustynne, ale stronią od rzeczywistych pustyń. Alaktagi małe unikają zarówno gęstej roślinności, jak i otwartej przestrzeni, zaś chętniej wybierają tereny o gruncie piaszczystym lub gliniastym, porośnięte mieszaną roślinnością z udziałem krzewów. 
Alaktagi małe zamieszkują nory o głębokości do 70 cm i długości do 2 m.